# KZKT-7428
Il KZKT-7428 Rusich è un autocarro per il trasporto di carri armati sviluppato dalla KZKT (Kurganski Sawod Koljosnych Tjagatschei - in russo Курганский завод колесных тягачей - Fabbrica di trattori ruotati di Kurgan) quale successore del MAZ-537. Questo veicolo può trasportare sul suo rimorchio carichi fino a 70 tonnellate sia su strada che in fuoristrada. Il mezzo è entrato in servizio con le forze armate sovietiche nel 1990
Il motore utilizzato è il YaMZ-8401.10-14, un motore V12 diesel che sviluppa 650 hp (484,7 kW) ed è posizionato dietro la cabina. Il veicolo può operare in fuoristrada con qualsiasi condizione ambientale da temperature di - 50° C a + 50 °C. Il veicolo consuma 125 l di carburante per percorrere 100 km ed ha una autonomia massima di 1.500 km.

## Caratteristiche
- Peso in ordine di marcia 23,7 t
- Peso lordo autorizzato 50,7 t
- Peso lordo massimo combinato 93,7 t
- Velocità massima 65 km/h
- Consumo 125 l x 100 km
- Autonomia 1.500 km